# Svogerslev
Svogerslev er en by på Østsjælland med 4.277 indbyggere  (2024), beliggende i Svogerslev Sogn ca. 5 kilometer vest for Roskilde centrum. Byen fungerer som satellitby til Roskilde, og ligger i Roskilde Kommune, og tilhører Region Sjælland.
Navnet Svogerslev betyder formentlig "Suauers Levn" og henviser til et område, der har tilhørt en storbonde ved navn Suauer. Forklaringen på oprindelsen er første gang nævnt i 1257.

## Byens miljø og næringsliv
Svogerslev består primært af villaer med haver, men har også en ældre landsbykerne situeret omkring et gadekær. Enkelte hovedbygninger fra tidligere gårde er også stadig at finde i byen. Der er også enkelte tætte lave boligbebyggelser i byen. Erhvervet består af mindre produktionsvirksomhed og detailhandel.
Erhvervslivet i byen er centreret omkring byens centrum øst for kirken med en Netto og et butikscenter med tilhørende tankstation. I butikscenteret, er der bl.a. er en bager, Meny, et pizzeria, en tøjbutik og en frisør. Byen huser også to ejendomsmæglere og endnu en frisør. På hovedgaden overfor centret ligger også Svogerslev Kro, der er en landevejskro anlagt i 1600-tallet. Kroen fik status som Kongelig Privilegeret Landevejskro i 1727, hvor postvognen til Hornsherred kom fra Roskilde og gjorde holdt her for at hvile sig samt skifte heste.

Der er et rigt foreningsliv i byen med både spejder, fodbold, håndbold, tennis, petanque, gymnastik og meget mere. 

Den lokale skole er fordelt på hhv. 2 og 3 spor på de forskellige årgange, og indeholder en flittigt benyttet teatersal. 